# ييري سوبوتكا
ييري سوبوتكا وأيضا يعرف باسم جورج سوبوتكا (6 يونيو 1911 – 20 مايو 1994) لاعب كرة قدم تشيكوسلوفاكي راحل كان يجيد اللعب في خط الهجوم .
لعب طوال مسيرته الرياضية في أندية تشيتشوسلوفان كوشيري، سلافيا براغ (1931-1939) هايدوك سبليت (1939-1941) سلافيا براغ (1942) باتا زلين (1943-1946) لو تشو دي فوندز (1946-1951).
مثل منتخب تشيكوسلوفاكيا 23 مباراة مسجلا 8 أهداف (1934-1937). شارك مع منتخب تشيكوسلوفاكيا في بطولتي كأس العالم 1934 في إيطاليا حيث احتل المركز الثاني.
قام بتدريب أندية هايدوك سبليت (1940-1941) لو تشو دي فوندز (1946-1959) فينورد (19459-1961) بازل (1961-1965) منتخب سويسرا (1964) بيل بين (1965-1967) تشارلروا (1968-1969) سانت أندريو (1970) لو تشو دي فوندز (1971-1972) آراو (1972-1973) بيلينزونا (1973-1976).

## وصلات خارجية
- ييري سوبوتكا على موقع الاتحاد الدولي (مؤرشف)  (الإنجليزية)
- ييري سوبوتكا على موقع الاتحاد التشيكي (الإنجليزية)
- ييري سوبوتكا على موقع قاعدة بيانات كرة القدم.إي يو (الإنجليزية)
- ييري سوبوتكا على موقع ناشيونال فوتبول تيمز (الإنجليزية)
- ييري سوبوتكا على موقع عالم كرة القدم.نت (الإنجليزية)
- سيرة ذاتية